# 小笠原圭吾
小笠原 圭吾（おがさわら けいご、10月29日 - ）は、日本の声優、俳優。以前はプロダクション東京ドラマハウスに所属していた。香川県出身。血液型はAB型[1]。
2008年9月から活動している声優ユニット「創作集団くれまちす」のメンバー（他メンバーは風間慎一、十亀将大）※現在休止中[2]。

## 出演作品

### ゲーム
- リーナのアトリエ 〜シュトラールの錬金術士〜（マイル・ベッカー）

### ドラマCD
- スペキュレイション（リヒト・シェンドラ）

### TV
- IQサプリ
- バッテリー
- スーパーモーニング
- 捨てる恋あれば拾う恋あり

### TVCM
- オリンパス

### 舞台
- ゴールデンケープ（朗読）
- ノスタルジック・カフェ〜1971・あの時君は〜（落合三知夫）